# Motleius
Motleius ist der Name eines englischen Elfenbeinschnitzers oder Wachsmodelleurs des 18. Jahrhunderts.
Er ist nur bekannt durch  seine Signatur „Motleius F. 1740“ auf einem Portraitmedaillon König Heinrichs VII. von England und der Königin Elisabeth, das 1871 aus der Sammlung Henry F. Holt bei Christie’s in London versteigert wurde.
Er ist möglicherweise identisch mit einem Frederick Motley, der sich in den frühen 1730er Jahren in London als erster Wachsmodelleur auf die Herstellung von Profilporträts in Elfenbeinwachs spezialisierte. Erhaltene Exemplare seiner Kunst haben große Ähnlichkeit mit Elfenbeinschnitzereien und sind von Motley auf Griechisch signiert. Seine Marke lautet: "Motley, Modeller of Portraits in Miniature in Ivory Wax".